# Greda

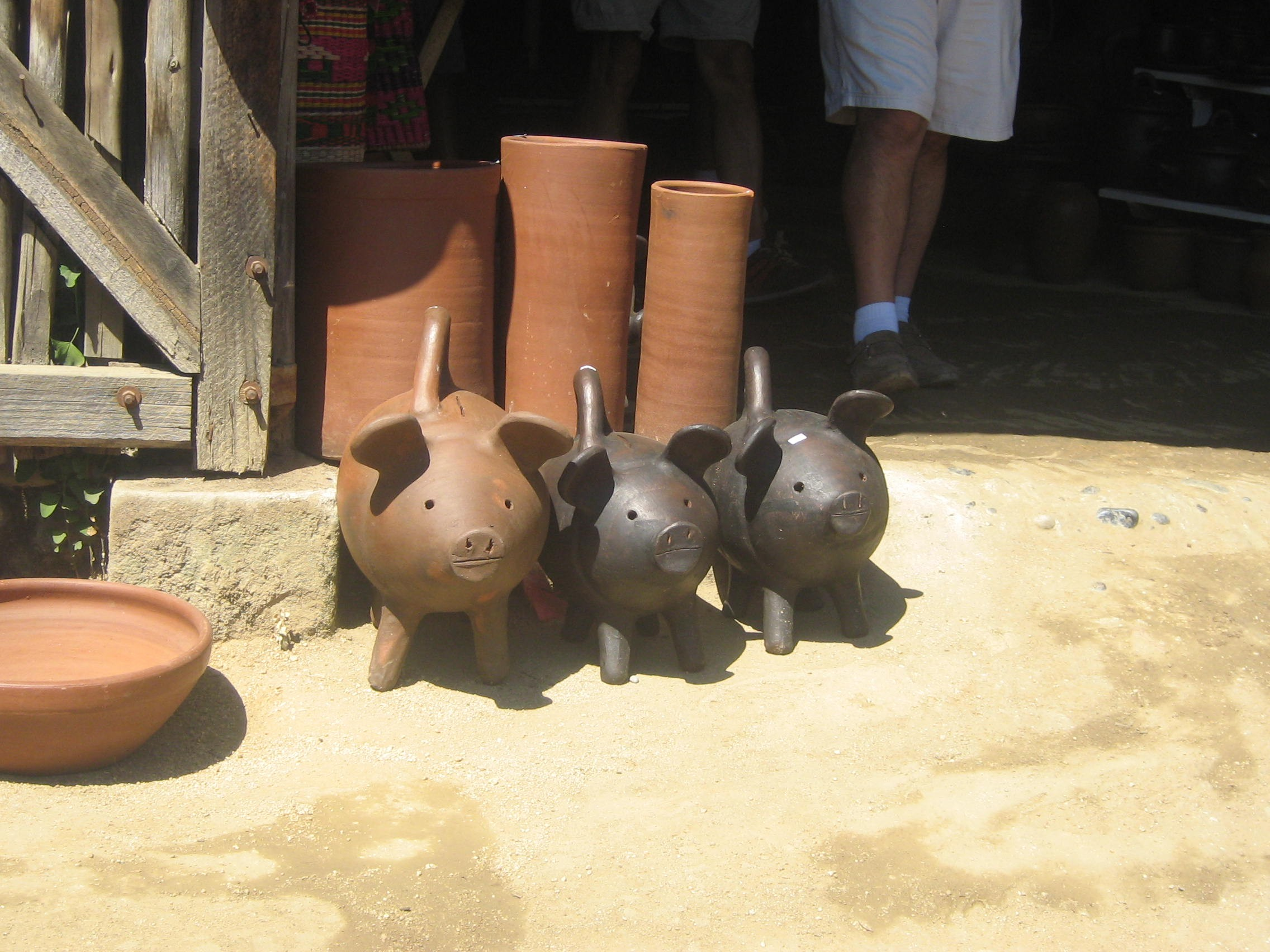
Artesanías en greda, en Pomaire, Chile

Greda (del latín creta —no debe confundirse con la llamada "creta" o "caliza de Creta"—) es una denominación ambigua que comparten diferentes rocas.
Un tipo de greda es la roca detrítica mixta compuesta a partes iguales (no inferiores al 20 % cada una) de componentes de distinta granulometría: arena, arcilla y limo. En el diagrama triangular de Shepard ocupa la parte central. En inglés se la denomina loam y en francés limon.
Un segundo tipo son las arcillas blanco-azuladas, arenosas y esmécticas o blancas y bituminosas, empleadas para quitar manchas y desengrasar (la tierra de batán, en francés terre glaise, que también se emplea para la cocción —terracota, fayenza—).
Otro tipo de rocas a la que a veces se denomina "greda" son las escorias volcánicas o piroclastos de entre 2 y 64 mm (el  lapilli o la puzolana).

## Uso en materiales
La greda es una arcilla utilizada principalmente para alfarería, se origina de rocas arcillosas que son las rocas sedimentarias más abundantes sobre la Tierra. Se utiliza principalmente en platos y artesanías.

## Contexto y localización
Las rocas arcillosas se forman a partir de acumulación de láminas de partículas microscópicas, compuestas de sílice y de aluminio, elementos que vienen a su vez de la alteración de rocas ígneas y metamórficas.
Para encontrar greda, hay que fijarse en el color de la tierra. Muchas veces la tierra de color rojizo indica la presencia de greda. Tierra con gran cantidad de greda puede encontrarse en una cantera o en los cortes de los cerros alrededor de las carreteras (talud). 

### Pruebas
Para reconocer la presencia de una roca arcillosa (que contiene greda) se pueden hacer dos pruebas:
- Con un gotario se echan unas gotas de agua sobre la superficie de una roca. Si la roca tiende a formar una pasta que se pega en los dedos, es una roca arcillosa que contiene greda.

- Se pone un trozo de la roca en un recipiente con agua. Si la roca tiende a enturbiar el agua entonces se trata de una roca arcillosa.